# Jeroom Stubbe
Jeroom Jozef Stubbe (Nieuwmunster, 1 december 1911 - Ieper, 13 november 2004) was een Belgisch volksvertegenwoordiger en senator.

## Levensloop
Stubbe promoveerde tot kandidaat in de wijsbegeerte en letteren (1934) aan de Katholieke Universiteit Leuven. Hij werd bediende bij het Algemeen Christelijk Werkersverbond (ACW).
In 1946 werd hij verkozen tot CVP-volksvertegenwoordiger voor het arrondissement Ieper-Kortrijk en vervulde dit mandaat tot in 1954. Hij werd vervolgens verkozen tot senator voor hetzelfde arrondissement en bleef dit tot in 1968.